# Lehnenviadukt Beckenried

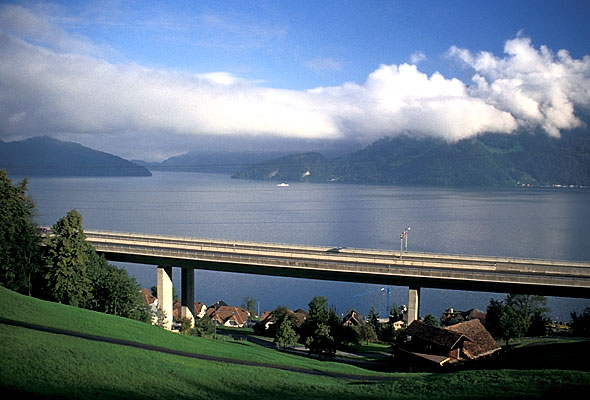
Lehnenviadukt bei Beckenried mit Blick auf den Vierwaldstättersee

Das Lehnenviadukt Beckenried ist Bestandteil der Autobahn A2 bei Beckenried im Kanton Nidwalden, Schweiz. Das Lehnenviadukt liegt zwischen dem Anschluss Beckenried und dem Nordportal des Seelisbergtunnels und ist seit dem Bau des Viaduc d’Yverdon die zweitlängste Autobahnbrücke der Schweiz.

## Daten
Die Brücke mit einer Gesamtlänge von 3'150 m (3'147,5 m) wurde 1980 fertiggestellt. Die Kosten (KVA) beliefen sich auf 61,3 Mio. CHF (1979). Die Einzelspannweiten betragen 40,1 + 55,2 + 2 × 55,1 + 52 × 55,0 + 47,0 + 34,5 m und ergeben eine Gesamtspannweite von 3'147 m in der Brückenachse. Sie hat eine Überbauhöhe von 3,0 m, die Überbaubreite oben beträgt 2 × 10,9 m und die Überbaubreite unten 2 × 4,5 m. Etwa 20'000 Fahrzeuge passieren das Bauwerk pro Tag, darunter ein Hauptteil des Gotthardverkehrs.
Die Brückentafel wurde als Hohlkasten aus Spannbeton mit einer Vorschubrüstung erstellt, die Pfeiler aus Stahlbeton, wobei diese in bis zu 70 m tiefen Schächten im Hang stehen, da dieser instabil ist. Es gilt eine Tempobeschränkung auf 100 km/h.
Die beiden Brückenüberbauten sind mit vier Dilatationsfugen mit Fahrbahnübergängen in fünf Abschnitte unterteilt, deren Längen von West nach Ost 491, 715, 715, 715 und 514 Meter betragen. Es handelt sich um jeweils fünf aneinander gereihte Brücken, die in sich stabil sind.
Um das Jahr 2035 sollen dann sowohl das Lehnenviadukt Beckenried als auch der Seelisbergtunnel umfassend saniert werden.

## Geologie
Das Viadukt befindet sich fast mit seiner ganzen Länge in einem geologisch problematischen Gebiet eines Kriechhanges. Dadurch mussten die Pfeiler bis auf den gesunden Felsen reichen und mit 58, bis zu 70 Meter tiefen Schächten geschützt werden. Auch war eine Hangsanierung unausweichlich. Diese umfasste unter anderem die Fassung der elf Bäche im Bereich des Viadukthanges. Im Bereich des Ischenwald musste zur Entwässerung der darunter liegenden Hangrutschmasse sogar ein 530 Meter langer Felsstollen gefräst werden.